# Acido etacrinico
L'acido etacrinico è un principio attivo appartenente alla classe dei diuretici dell'ansa. È un diuretico drastico.
Viene utilizzato sia in cronico che in acuto e generalmente dopo inefficacia di trattamento con altri diuretici.
In Italia è commercializzato con denominazione Reomax.

## Indicazioni terapeutiche
L’acido etacrinico è indicato in tutte le sindromi da ritenzione idrosalina ed in particolare edemi di origine cardiaca o renale, forme nefrosiche, insufficienza renale cronica, cirrosi con ascite, malattie epatiche ascitogene, ipertensione associata ad insufficienza cardiaca congestizia.
Inoltre, è utilizzato nel trattamento a breve termine delle asciti causate da linfedema e edema idiopatico. È utilizzato molto spesso in caso di ipersensibilità alle solfonammidi e nelle forme di edema resistenti ad altri trattamenti. La somministrazione endovenosa dell’etacrinato sodico è indicata in particolare nell'edema polmonare acuto e in caso di emergenze ipertensive, perché determina una diuresi molto rapida e un volume urinario più grande rispetto alla furosemide. L’acido etacrinico è anche indicato durante la scintigrafia renale in pazienti con allergia alla solfonammide, per la rapidità nella comparsa dell’azione.
L’acido etacrinico è anche impiegato nel trattamento ospedaliero dell’insufficienza cardiaca congenita in pazienti pediatrici con almeno due anni di età. È preferito alla furosemide perché determina un volume urinario più ampio e un miglior bilancio dei fluidi corporei.
Ricerche recenti mostrano come l’acido etacrinico potrebbe essere utile anche come adiuvante nella terapia antitumorale. Studi in vitro dimostrano la sua capacità nell’inibire la glutatione transferasi, un enzima spesso sovraespresso nelle cellule tumorali e che conferisce resistenza a molte terapie anticancro.

## Farmacodinamica
I diuretici favoriscono l'eliminazione del liquido in eccesso attraverso la riduzione del cloruro di sodio riassorbito a livello urinario. L'acido etacrinico inibisce il riassorbimento di sodio, potassio e cloruro principalmente nel tratto ascendente dell'ansa di Henle, ma anche nei tubuli renali prossimali e distali. Questa azione farmacologica provoca l'escrezione di ioni con aumento della produzione urinaria e riduzione del volume di fluido extracellulare.
Essendo l'acido etacrinico un diuretico, esso diminuisce la pressione sanguigna riducendo il volume del plasma e il volume del fluido extracellulare; conseguentemente anche la gittata cardiaca diminuisce. La gittata cardiaca tornerà poi alla normalità con una conseguente diminuzione della resistenza periferica totale. L'attività diuretica ottimale dipende da almeno due requisiti strutturali della molecola: metilene e gruppi chetonici adiacenti in grado di reagire con i gruppi sulfidrilici e sostituenti sul nucleo aromatico.
In vitro è stato dimostrato che l'acido etacrinico inibisce il trasporto attivo del cloruro nel tratto ascendente dell'ansa di Henle e poiché tale inibizione si è verificata con concentrazioni inferiori di acido etacrinico in presenza di cisteina, è stato proposto che il metabolita etacrilato-cisteina sia la forma più attiva del farmaco; il farmaco aumenta l'escrezione di potassio nel tubulo renale distale. L'acido etacrinico non implica l'inibizione dell'anidrasi carbonica e non è un antagonista dell'aldosterone. La secrezione di aldosterone può aumentare durante la terapia con il farmaco e può contribuire all'ipopotassiemia causata dall'acido etacrinico.

## Farmacocinetica
L'acido etacrinico viene rapidamente assorbito dal tratto gastrointestinale. Ha una elevata biodisponibilità (> 90%). Dopo la somministrazione orale, l'effetto diuretico si manifesta entro 30 minuti e raggiunge un picco in circa 2 ore; la durata d'azione dopo la somministrazione orale è solitamente di 6-8 ore, ma può continuare fino a 12 ore; l'emivita è di 0,5-1 ora. Dopo somministrazione endovenosa la diuresi di solito si verifica entro 5 minuti, raggiunge un massimo entro 15-30 minuti e persiste per circa 2 ore. Subisce un metabolismo di fase II attraverso la coniugazione con cisteina (metabolita attivo) e anche con glutatione, con successiva trasformazione in acido mercapturico.
La via di eliminazione è sia biliare che renale: circa il 30-65% di una dose endovenosa di acido etacrinico è secreto dai tubuli renali prossimali ed è escreto nelle urine; circa il 35-40% viene escreto nella bile, parzialmente come coniugato della cisteina. Nei cani, circa il 30-40% del farmaco escreto nelle urine è in forma immodificata, il 20-30% è coniugato alla cisteina e il 33-40% è un composto instabile e non identificato; il tasso di escrezione urinaria dell'acido etacrinico aumenta con l'aumentare del pH urinario. Negli animali, quantità sostanziali di acido etacrinico si accumulano nel fegato.
Il farmaco non entra nel liquido cerebrospinale. Non è noto se l'acido etacrinico attraversi la placenta o si distribuisca nel latte materno.

## Via di somministrazione e dosaggi
Il dosaggio verrà adeguato dal medico clinico a seconda del paziente e della gravità del caso. La via di somministrazione può essere sia orale che endovenosa.
La dose iniziale consigliata per via orale è di 1 compressa da 50 mg al mattino a stomaco pieno. La dose giornaliera efficace è di norma compresa tra 50–150 mg. In casi particolarmente gravi il medico può decidere di aumentare gradualmente la dose fino ad un massimo di 200–250 mg. Nella terapia di mantenimento si consiglia la somministrazione a giorni alterni oppure di far seguire a due o tre giorni di terapia, due o tre giorni di pausa.
Anche la dose standard endovenosa è di 50 mg per un adulto di peso medio (o di 0,5–1 mg per Kg di peso corporeo). Raramente è necessaria una seconda somministrazione ed in tal caso si consiglia di cambiare la sede dell'iniezione per evitare la possibilità di tromboflebiti. Si può effettuare sia una iniezione endovenosa diretta nel tempo di molti minuti sia una lenta infusione mediante fleboclisi.

## Controindicazioni e precauzioni di impiego
Controindicazioni:
- Ipersensibilità accertata verso l'acido etacrinico;
- anuria;
- donne in gravidanza e allattamento;
- bambini di età inferiore ai due anni.

Precauzioni di impiego:
- per co-somministrazione con glucosidi digitalici, steroidi con deplezione di potassio, warfarin, antiipertensivi, farmaci ototossici come gli antibioticiaminoglicosidici;
- per pazienti affetti da cirrosi epatica avanzata e pazienti cardiopatici anziani.

## Effetti indesiderati
Effetti indesiderati:
- Sete e disidratazione;
- squilibri ionici: ipopotassemia; alcalosi ipocloremica; iposodiemia;
- disturbi vascolari e ematici: fenomeni ipotensivi acuti; ipotensione ortostatica per co-somministrazione con antiipertensivi; agranulocitosi e neutropenia gravi (rare) in pazienti molto gravi e per co-somministrazione di altri farmaci che possono produrre tali effetti; trombocitopenia (rara); Porpora di Schönlein-Henoch (rara) in cardioreumatici in trattamento con molti farmaci;
- disturbi gastrointestinali: anoressia, malessere, dolenzia o dolore addominale, disfagia, nausea, vomito e diarrea; emorragia gastrointestinale (rara). L’acido etacrinico può aumentare il rischio di emorragia gastrica associata al trattamento con corticosteroidi;
- disturbi metabolici e renali: ipoglicemia in pazienti affetti da cirrosi epatica scompensata, o ipoglicemia sintomatica acuta con convulsioni in alcuni pazienti uremici; iperuricemia reversibile, diminuzione dell'escrezione urinaria degli urati e attacchi acuti di gotta; ematuria (rara);
- disturbi dell'apparato uditivo e vestibolare: ototossicità (vertigini, sordità e ronzii) per lo più in caso di gravi disfunzioni renali. Sordità reversibile e di breve durata (da 1 a 24 ore) e raramente permanente, specie per co-somministrazione con farmaci ototossici;
- disturbi sistemici: febbre; brividi (infrequenti); stanchezza (infrequente);
- disturbi neurologici: cefalea (infrequente);annebbiamento della vista (infrequente); senso di apprensione e confusione (infrequente); parestesie; tetania (rara);
- disturbi epatici: coma epatico, al pari di altri diuretici; ittero ed anomalie dei test di funzionalità epatocellulare (rari) in pazienti molto gravi;
- tossicità digitale in caso di co-somministrazione con glucosidi digitalici;
- eritemi cutanei (infrequenti);
- irritazione locale e dolore dopo iniezione dovuta al travaso del liquido iniettato (occasionale);
- pancreatite acuta (rara);
- decesso (raro): in pazienti cardiopatici o affetti da cirrosi epatica ascitogena gravi e refrattari agli altri diuretici.